# تشارلز كوكر ويلسون
تشارلز كوكر ويلسون (بالإنجليزية: Charles Coker Wilson)‏ هو مهندس معماري أمريكي، ولد في 20 نوفمبر 1864، وتوفي في 1933.